# Sedlec (Žebrák)
Sedlec je vesnice, část města Žebrák v okrese Beroun ve Středočeském kraji. Nachází se asi 1,3 kilometru jihovýchodně od Žebráku za dálnicí D5.

## Historie
První písemná zmínka o vesnici pochází z roku 1271.

## Obyvatelstvo
| Rok            | 1869 | 1880 | 1890 | 1900 | 1910 | 1921 | 1930 | 1950 | 1961 | 1970 | 1980 | 1991 | 2001 | 2011 | 2021 |
| -------------- | ---- | ---- | ---- | ---- | ---- | ---- | ---- | ---- | ---- | ---- | ---- | ---- | ---- | ---- | ---- |
| Počet obyvatel | 169  | 188  | 176  | 155  | 177  | 183  | 163  | 154  | 141  | 119  | 107  | 82   | 81   | 103  | 95   |
| Počet domů     | 27   | 27   | 28   | 31   | 34   | 34   | 39   | 43   | 42   | 43   | 35   | 38   | 42   | 43   | 44   |

## Obecní správa

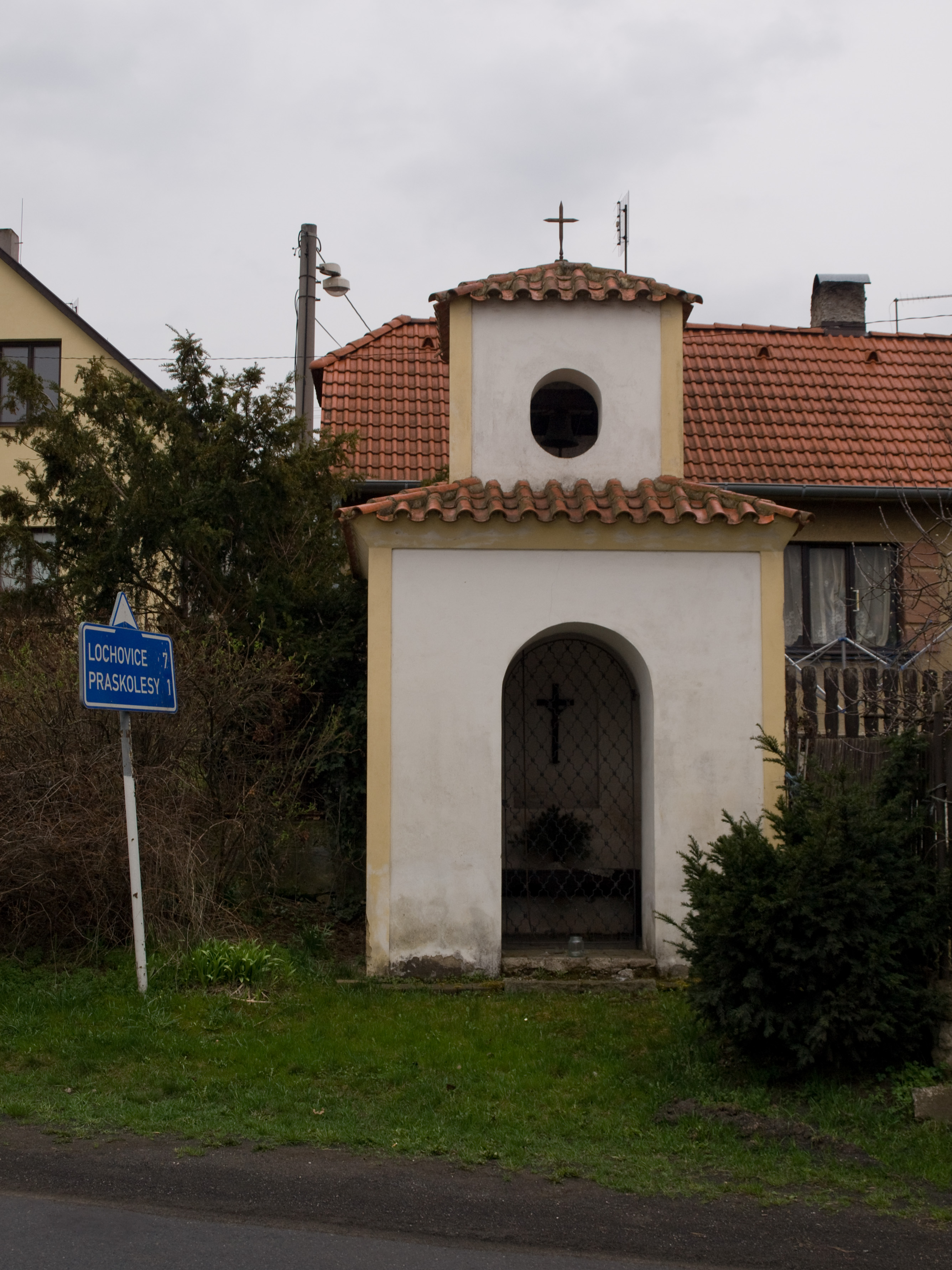
Kaple v Sedlci

Při sčítání lidu v letech 1850–1964 byl Sedlec samostatnou obcí, nejprve v okrese Hořovice, od roku 1960 v okrese Beroun. Od 14. června 1964 je částí města Žebrák v okrese Beroun.